# Anthony van Hoboken
Anthony van Hoboken (født 23. marts 1887 Rotterdam, død 1. november 1983 Zürich, Schweiz) var en nederlandsk musikolog og musiksamler.
Han studerede på Dr. Hoch's Konservatorium i Frankfurt am Main under Iwan Knorr (1853-1916) og i Wien under musikteoretiker Heinrich Schenker (1868-1935).
Tilskyndet af Schenker grundlagde van Hoboken i august 1927 (officielt åbnet 25. november 1928) et nationalt filmarkiv over musikalske manuskripter i Wien: Archivs für Photogramme musikalischer Meister-Handschriften (alm. forkortet Photogrammarchiv eller Meisterarchiv).
van Hoboken sammenstillede en katalog over værker af den østrigske komponist (Franz) Joseph Haydn (1732-1809): Thematisch-bibliographisches Werkverzeichnis, udgivet i 3 bind i hhv. 1957, 1971 og 1978 på forlaget B. Schott's Söhne i Mainz. Bind 1 dækker instrumentalværker, bind 2 vokalværker og bind 3 tabeller og register, addenda og korrigenda.
Hoboken-fortegnelsen er ordnet systematisk begyndende med et Hob. efterfulgt af et romertal for værkkategori samt værkets nummer i rækkefølgen ordnet kronologisk: Fx er Kejserkvartetten, opus 76, nr. 3 angivet som: Hob. III:77.